# Laurentum

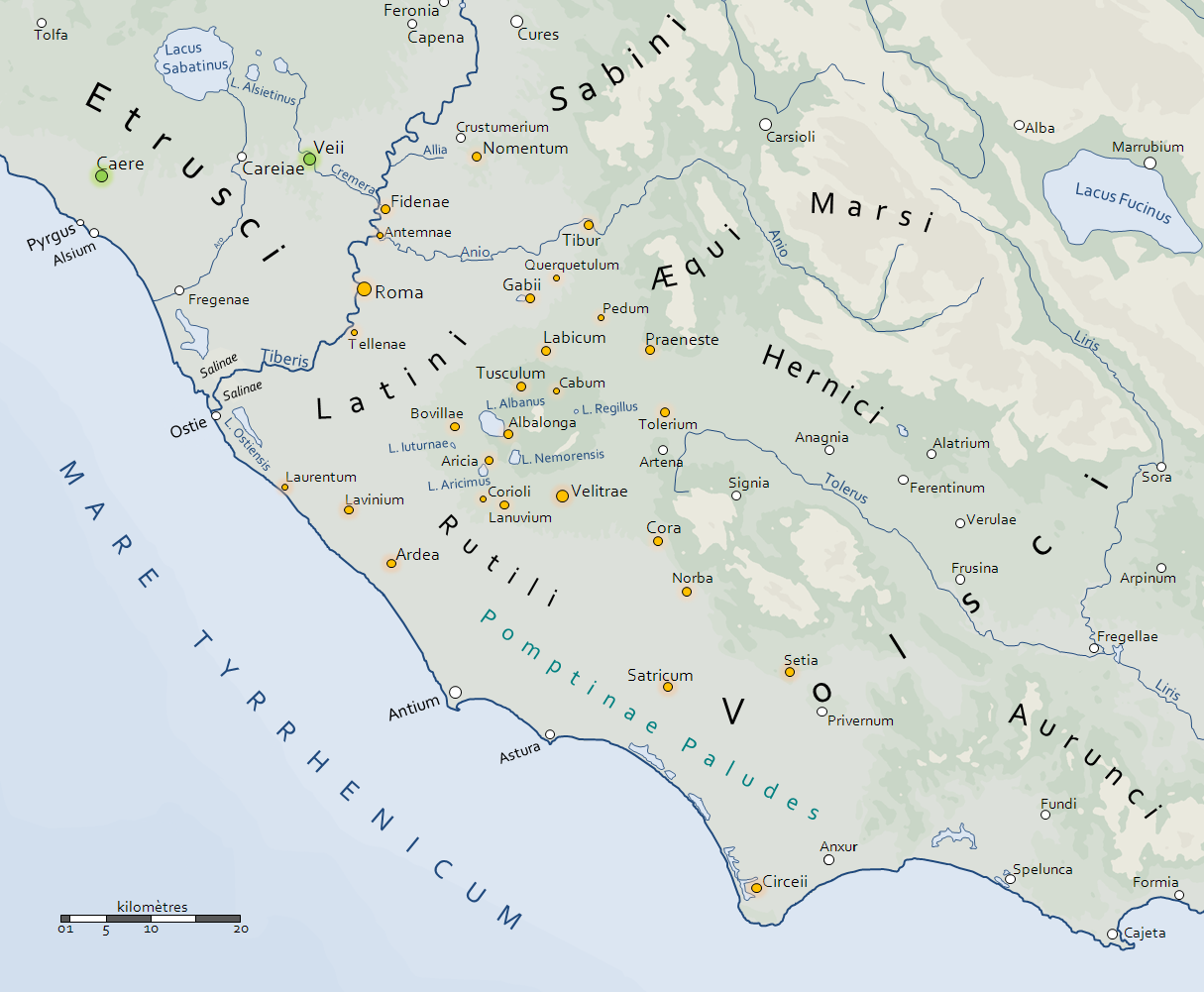
Laurentum

Laurentum ist eine historische Stadt an der Westküste Italiens zwischen Ostia und Lavinium rund 25 km von Rom entfernt.
Sie war der Sitz des Königs Latinus und wichtiger Handelsplatz. Nach dem Tod des Königs Latinus wurde der Königssitz verlegt, zuerst nach Lavinium und danach nach Alba. Dies wird unter anderem als Grund angesehen, warum vergleichsweise wenig Berichte über die Stadt Laurentum existieren. Der Sage nach landete Aeneas auf dem Gebiet Laurentums. 
Laurentum blieb im latinischen Krieg Rom treu und war deshalb trotz seiner eigentlichen Bedeutungslosigkeit bis in augusteische Zeit als unabhängiger Verbündeter Roms selbständig.
Reste von Laurentum wurden innerhalb des staatlichen Landguts Castelporziano nördlich des Tor Paterno ausgegraben. Sie sind nicht öffentlich zugänglich.
Von Laurentum sind die lateinischen Vornamen Laurentius und Laurentia (Mann/Frau aus Laurentum) abgeleitet.